# بعضی دوان‌دوان آمدند
بعضی دوان‌دوان آمدند (انگلیسی: Some Came Running) یک فیلم درام آمریکایی به کارگردانی وینسنت مینلی محصول سال ۱۹۵۸ است که بر پایهٔ رمانی به همین نام از جیمز جونز در قطع سینمااسکوپ ساخته شد.